# Lakeview (Ohio)
Lakeview és una població dels Estats Units a l'estat d'Ohio. Segons el cens del 2000 tenia 1.074 habitants.

## Demografia
Segons el cens del 2000, Lakeview tenia 1.074 habitants, 437 habitatges, i 295 famílies. La densitat de població era de 609,8 habitants per km².
Dels 437 habitatges en un 32,5% hi vivien nens de menys de 18 anys, en un 51,7% hi vivien parelles casades, en un 11,2% dones solteres, i en un 32,3% no eren unitats familiars. En el 27,9% dels habitatges hi vivien persones soles el 12,1% de les quals corresponia a persones de 65 anys o més que vivien soles. El nombre mitjà de persones vivint en cada habitatge era de 2,46 i el nombre mitjà de persones que vivien en cada família era de 2,97.
Per edats la població es repartia de la següent manera: un 27,5% tenia menys de 18 anys, un 7,4% entre 18 i 24, un 28,5% entre 25 i 44, un 20,6% de 45 a 60 i un 16,1% 65 anys o més.
L'edat mediana era de 36 anys. Per cada 100 dones de 18 o més anys hi havia 91,9 homes.
La renda mediana per habitatge era de 34.297 $ i la renda mediana per família de 40.714 $. Els homes tenien una renda mediana de 35.000 $ mentre que les dones 20.625 $. La renda per capita de la població era de 16.148 $. Aproximadament el 6,8% de les famílies i el 10,9% de la població estaven per davall del llindar de pobresa.

## Poblacions més properes
El següent diagrama mostra les poblacions més properes.